# 華友聯集團
華友聯集團，簡稱華友聯，是臺灣南部的建設、土地開發商，成立於1997年，旗下共有版圖有重劃事業、建設事業、休憩事業等。2012年為擴大台灣北部經營市場，由董事長個人投資取得福益實業經營權（臺證所：1436）。

## 歷史沿革

### 福益實業
- 1967年（民國56年）1月，成立。
- 1988年（民國77年）4月，公司股票公開上巿買賣。
- 1989年（民國78年），於台北縣土城鄉（今新北市土城區）購地興建商業大樓及住宅，開始多元化事業經營。
- 1999年（民國88年）9月，生產廠房因地震受損停工。

### 華友聯建設
- 1997年（民國86年）11月，成立。

### 經營權合併後
- 2013年（民國102年）8月，合併成立，華友聯建設為存續公司 。

## 建築作品
| - 領袖圓山- 藏峰（台北市士林區） - 四季廣場（新北市土城區） - 樹粼（高雄市鳳山區） - 森粼（高雄市鳳山區） - H PARK（高雄市鳳山區） - 文華匯（高雄市鳳山區） - INH（高雄市左營區） - H TIME（高雄市左營區） - LE MORE（高雄市左營區） - 華悅（高雄市鳳山區） - 秋紅谷（高雄市仁武區） - 台南灣（台南市南區） - 星月灣（台南市南區） - EVO（台南市南區） - EGO（台南市南區） - CASA（台南市南區） - 森自然（台南市南區） - 幸福JIA（台南市南區） - 棕櫚灣（台南市南區） - ONELIVE（台南市南區） - MIHO（台南市南區） | - H會館（屏東縣獅子鄉） - H Villa Inn 清水漾（台南市南區） |

## 外部連結
- 華友聯建設官網 （页面存档备份，存于）